# Europawahl in Deutschland 1989
- SPD: 31
- Grüne: 8
- FDP: 4
- CDU: 25
- CSU: 7
- REP: 6

Einschließlich Berliner Abgeordneten
- SPE: 31
- Grüne: 8
- LDR: 4
- EVP: 32
- DR: 6

Die Europawahl in der BRD 1989 war die dritte Direktwahl von 78 bundesdeutschen Abgeordneten zum Europäischen Parlament. Sie fand im Rahmen der EU-weiten Europawahl 1989 am 18. Juni 1989 statt. Zur Wahl traten 22 Parteien und Sonstige Politische Vereinigungen an.
Drei weitere deutsche Abgeordnete wurden aus West-Berlin entsandt. Auf Grund des speziellen Status des Gebiets wurden diese nicht direkt, sondern vom Berliner Abgeordnetenhaus gewählt.
Nach der deutschen Wiedervereinigung entsandte der Bundestag zudem am 21. Februar 1991 18 Beobachter aus dem Beitrittsgebiet.

## Ergebnis
Im Vergleich zur Wahl 1984 stieg die Wahlbeteiligung von 57 % auf 62 % an. Überraschend zogen Die Republikaner in das Europaparlament ein. Die FDP übersprang knapp die Fünfprozenthürde, nachdem sie diese 1984 knapp verpasst hatte.
| Listen                   | Listen                                                                     | Stimmen    | %    | Mandate | +/- |
| ------------------------ | -------------------------------------------------------------------------- | ---------- | ---- | ------- | --- |
|                          | Sozialdemokratische Partei Deutschlands                                    | 10.525.728 | 37,3 | 31 a    | –2  |
|                          | Christlich Demokratische Union Deutschlands                                | 8.332.846  | 29,5 | 25 a    | –9  |
|                          | DIE GRÜNEN                                                                 | 2.382.102  | 8,4  | 8 a     | +1  |
|                          | Christlich-Soziale Union in Bayern                                         | 2.326.277  | 8,2  | 7       | ±0  |
|                          | Die Republikaner                                                           | 2.008.629  | 7,1  | 6       | Neu |
|                          | Freie Demokratische Partei                                                 | 1.576.715  | 5,6  | 4       | +4  |
|                          | Deutsche Volksunion – Liste D                                              | 444.921    | 1,6  | –       | Neu |
|                          | Ökologisch-Demokratische Partei                                            | 184.309    | 0,7  | –       | ±0  |
|                          | Bayernpartei                                                               | 71.991     | 0,3  | –       | ±0  |
|                          | Deutsche Kommunistische Partei                                             | 57.704     | 0,2  | –       | Neu |
|                          | Deutsche Solidarität – Union für Umwelt und Lebensschutz                   | 55.463     | 0,2  | –       | Neu |
|                          | Christliche Mitte                                                          | 43.580     | 0,2  | –       | Neu |
|                          | Deutsche Zentrumspartei                                                    | 41.190     | 0,1  | –       | ±0  |
|                          | Die Mündigen Bürger                                                        | 32.246     | 0,1  | –       | ±0  |
|                          | Christliche Liga                                                           | 30.879     | 0,1  | –       | Neu |
|                          | Neues Bewußtsein die ganzheitlich-esoterische Partei Deutschlands          | 20.868     | 0,1  | –       | Neu |
|                          | Freiheitliche Deutsche Arbeiterpartei                                      | 19.151     | 0,1  | –       | Neu |
|                          | Patrioten für Deutschland                                                  | 12.907     | 0,0  | –       | Neu |
|                          | Humanistische Partei                                                       | 10.885     | 0,0  | –       | Neu |
|                          | Für das Europa der Arbeitnehmer/innen und der Demokratie                   | 10.377     | 0,0  | –       | Neu |
|                          | Marxistisch-Leninistische Partei Deutschlands                              | 10.134     | 0,0  | –       | Neu |
|                          | Bund Sozialistischer Arbeiter, deutsche Sektion der Vierten Internationale | 7.788      | 0,0  | –       | Neu |
| Gesamt                   | Gesamt                                                                     | 28.206.690 | 100  | 81      | –   |
|                          |                                                                            |            |      |         |     |
| Ungültige Stimmen        | Ungültige Stimmen                                                          | 301.908    | 1,1  |         |     |
| Wähler                   | Wähler                                                                     | 28.508.598 | 62,3 |         |     |
| Wahlberechtigte          | Wahlberechtigte                                                            | 45.773.179 |      |         |     |
|                          |                                                                            |            |      |         |     |
| Quelle: Bundeswahlleiter |                                                                            |            |      |         |     |

### Fraktionen im Europäischen Parlament
| Fraktion | Fraktion                                         | Mandate | Partei                             | Partei                                      | Mandate |
| -------- | ------------------------------------------------ | ------- | ---------------------------------- | ------------------------------------------- | ------- |
|          | Fraktion der Europäischen Volkspartei            | 32 / 81 |                                    | Christlich Demokratische Union Deutschlands | 25 / 81 |
|          | Fraktion der Europäischen Volkspartei            | 32 / 81 | Christlich-Soziale Union in Bayern | 7 / 81                                      |         |
|          | Fraktion der Sozialdemokratischen Partei Europas | 31 / 81 |                                    | Sozialdemokratische Partei Deutschlands     | 31 / 81 |
|          | Die Grünen/Europäische Freie Allianz             | 8 / 81  |                                    | Die Grünen                                  | 8 / 81  |
|          | Technische Fraktion der Europäischen Rechten     | 6 / 81  |                                    | Die Republikaner                            | 6 / 81  |
|          | Liberale und Demokratische Fraktion              | 4 / 81  |                                    | Freie Demokratische Partei                  | 4 / 81  |

## Nach der Wiedervereinigung
Nach der Deutschen Wiedervereinigung am 3. Oktober 1990 wurde das deutsche Kontingent im Europäischen Parlament zur Europawahl 1994 auf 99 Mandate erhöht. Bis zu dieser Wahl entsandte die Volkskammer 18 Beobachter in das Europaparlament.